# Mai 1926

## Événements
- Égypte : les libéraux-constitutionnels font alliance avec le Wafd et remportent ensemble les élections législatives. Saad Zaghlul, sous la pression britannique, doit se contenter de la présidence de la Chambre tandis que les libéraux dirigent un gouvernement composé majoritairement de wafdistes.

- 2 mai : Grand Prix automobile de Tripoli.

- 3 mai : reprise de l’agitation ouvrière au Royaume-Uni. La grève générale déclenchée contre la politique du gouvernement conservateur de Stanley Baldwin est suivie par 3 millions de travailleurs.

- 9 mai : survol du Pôle Nord par l'expédition américaine Byrd. Le Fokker F.VII/3m monté sur skis effectuent plusieurs boucles autour du Pôle, pendant 14 minutes.

- 10 mai : retour des marines américains au Nicaragua pendant la Guerra Constitucionalista, soulèvement libéral mené par Juan Bautista Sacasa (1926-1933).

- 12 mai : échec de la grève générale au Royaume-Uni. Reflux de la vague syndicale. Le TUC perd un million d’adhérents entre 1926 et 1933 (de 5,5 à 4,4 millions).

- 12 - 14 mai : coup d’État militaire en Pologne du maréchal Józef Piłsudski qui fait élire Ignacy Mościcki président de la République et exerce, en tant que ministre de la Guerre, une véritable dictature paternaliste jusqu’à sa mort en 1935.

- 13 - 19 mai : congrès sur la question du califat au Caire[1].
  - L’université al-Azhar convoque un congrès islamique au Caire qui renonce à choisir un nouveau calife devant la multiplication des candidatures, mais donne une définition de la nature et de la fonction de cette magistrature. Il affirme que le califat est conforme à la loi islamique et donc réalisable.

- 23 mai : promulgation de la Constitution libanaise[2].

- 27 mai (Maroc) : Abd el-Krim est défait près de Targuist par les troupes franco-espagnoles (250 000 hommes). Exilé à La Réunion, il s’évadera et gagnera l’Égypte (1947). Fin de la guerre du Rif.

- 28 mai, Portugal : coup d’État militaire de Braga. Le général Gomes da Costa marche sur Lisbonne. La plus grande partie de l’armée se rallie.

- 31 mai :
  - Portugal : le général Óscar Carmona prend le pouvoir.
  - 500 miles d'Indianapolis. Le pilote américain Frank Lockhart s'impose sur une Miller.

## Naissances
- 1er mai : Lucette Desvignes, femme de lettres et universitaire française († 14 février 2024).
- 5 mai : Bing Russell, acteur et scénariste américain († 8 avril 2003).
- 6 mai : Andrew Mlangeni, militant politique sud-africain anti-apartheid († 21 juillet 2020).
- 7 mai : Arne Skarpsno, philanthrope norvégien, connu comme le « Père des enfants des rues. » († 22 mars 2008).
- 10 mai : Hugo Banzer, homme politique bolivien († 5 mai 2002).
- 17 mai : Allen Steck, alpiniste américain († 23 février 2023).
- 19 mai : Fernand Raynaud, Humoriste français († 28 septembre 1973).
- 22 mai :
  - Georges Rol, évêque catholique français, évêque émérite d'Angoulême († 13 avril 2017).
  - Elek Bacsik, guitariste et violoniste de jazz hongrois († 14 février 1993).
- 25 mai : Miles Davis, trompettiste américain, († 28 septembre 1991).
- 27 mai : 
  - Jorge-Maria Hourton Poisson, évêque catholique français, évêque auxiliaire émérite de Temuco (Chili) († 5 décembre 2011).
  - Kees Rijvers, footballeur néerlandais († 4 mars 2024).
- 29 mai : 
  - Charles Denner, acteur français († 10 septembre 1995).
  - Abdoulaye Wade, homme d'État sénégalais et président du sénégal de 2000 à 2012.
- 30 mai : Roger Buchonnet, coureur cycliste français († 3 mars 2001).

## Décès
- 31 mai : Stanisław Masłowski, peintre polonais (o 3 décembre 1853).